# Olympische Sommerspiele 1988/Leichtathletik – Weitsprung (Frauen)

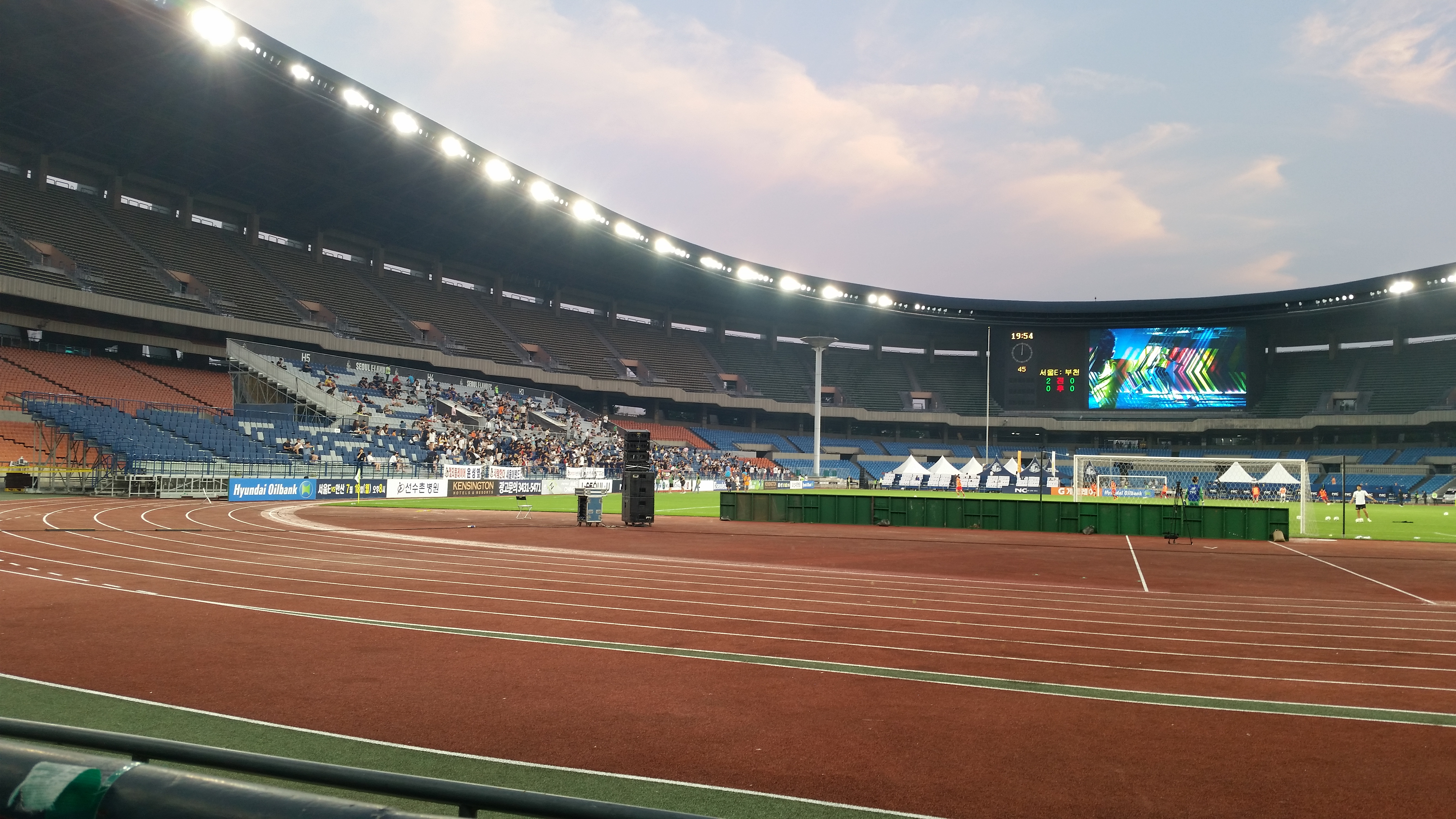
Innenraum des Olympiastadions im Jahr 2016

Der Weitsprung der Frauen bei den Olympischen Spielen 1988 in Seoul wurde am 28. und 29. September 1988 in zwei Runden im Olympiastadion Seoul ausgetragen. Dreißig Athletinnen nahmen teil.
Olympiasiegerin wurde die US-Amerikanerin Jackie Joyner-Kersee. Sie gewann vor Heike Drechsler aus der DDR und Galina Tschistjakowa aus der Sowjetunion.
Neben der Medaillengewinnerin Drechsler war für die DDR Sabine John, früher als Sabine Möbius bzw. Sabine Paetz am Start, dabei. Auch sie erreichte das Finale und wurde Achte.

Die Österreicherin Ulrike Kleindl scheiterte in der Qualifikation.

Athletinnen aus der Bundesrepublik Deutschland, der Schweiz und Liechtenstein nahmen nicht teil.

## Aktuelle Titelträgerinnen
| Olympiasiegerin 1984                      | Anișoara Stanciu ( Rumänien) | 6,96 m | Los Angeles 1984  |
| Weltmeisterin 1987                        | Jackie Joyner-Kersee ( USA)  | 7,36 m | Rom 1987          |
| Europameisterin 1986                      | Heike Drechsler ( DDR)       | 7,27 m | Stuttgart 1986    |
| Panamerikanische Meisterin 1987           | Jackie Joyner-Kersee ( USA)  | 7,45 m | Indianapolis 1987 |
| Zentralamerika und Karibik-Meisterin 1987 | Niurka Montalvo ( Kuba)      | 6,31 m | Caracas 1987      |
| Südamerika-Meisterin 1987                 | Rita Slompo ( Brasilien)     | 6,17 m | São Paulo 1987    |
| Asienmeisterin 1987                       | Wang Zhihui ( Südkorea)      | 6,70 m | Singapur 1987     |
| Afrikameisterin 1988                      | Juliana Yendork ( Ghana)     | 5,70 m | Annaba 1988       |

## Rekorde

### Bestehende Rekorde
| Weltrekord         | 7,52 m | Galina Tschistjakowa ( Sowjetunion) | Leningrad, Sowjetunion (heute Russland)        | 11. Juni 1988 |
| Olympischer Rekord | 7,06 m | Tatjana Kolpakowa ( Sowjetunion)    | Finale OS Moskau, Sowjetunion (heute Russland) | 31. Juli 1980 |

### Rekordegalisierung / -verbesserungen
Der bestehende olympische Rekord wurde einmal egalisiert und anschließend viermal gesteigert:
- 7,06 m (egalisiert) – Jelena Belewskaja (Sowjetunion), Qualifikation am 28. September, erster Versuch bei einem Gegenwind von 0,5 m/s
- 7,11 m (verbessert) – Galina Tschistjakowa (Sowjetunion), Finale am 29. September, erster Versuch bei einem Rückenwind von 1,3 m/s
- 7,18 m (verbessert) – Heike Drechsler (DDR), Finale bei Windstille
- 7,22 m (verbessert) – Heike Drechsler (DDR), Finale am 29. September, vierter Versuch bei einem Rückenwind von 0,5 m/s
- 7,40 m (verbessert) – Jackie Joyner-Kersee (USA), Finale am 29. September, fünfter Versuch bei einem Rückenwind von 0,9 m/s

## Legende
Kurze Übersicht zur Bedeutung der Symbolik – so üblicherweise auch in sonstigen Veröffentlichungen verwendet:
| –   | verzichtet                                  |
| x   | ungültig                                    |
| w   | Windunterstützung über dem zulässigen Wert  |
| NWI | keine Windinformation (No Wind Information) |

## Qualifikation
Datum: 28. September 1988, 14:30 Uhrf
Für die Qualifikation wurden die Athletinnen in zwei Gruppen gelost. Neun von ihnen (hellblau unterlegt)  übertrafen die direkte Finalqualifikationsweite von 6,65 m. Damit war die Mindestanzahl von zwölf Finalteilnehmerinnen nicht erfüllt. So wurde das Finalfeld mit den drei nächstbesten Springinnen (hellgrün unterlegt) beider Gruppen auf zwölf Wettbewerberinnen aufgefüllt. Für die Finalteilnahme mussten schließlich 6,48 m gesprungen werden – das hätte vier Jahre zuvor in Los Angeles zu Rang acht gereicht.

### Gruppe A
| Platz | Name                 | Nation              | 1. Versuch (m) Wind (m/s) | 2. Versuch (m) Wind (m/s) | 3. Versuch (m) Wind (m/s) | Resultat (m) |
| 1     | Jackie Joyner-Kersee | USA                 | 6,96 / +0,2               | –                         | –                         | 6,96         |
| 2     | Sabine John          | DDR                 | x                         | x                         | 6,81 / +1,0               | 6,81         |
| 3     | Inessa Krawez        | Sowjetunion         | 6,50 / ±0,0               | 6,72 / ±0,0               | –                         | 6,72         |
| 4     | Nicole Boegman       | Australien          | x                         | 6,72 / +0,4               | –                         | 6,72         |
| 4     | Heike Drechsler      | DDR                 | 6,72 / ±0,0               | –                         | –                         | 6,72         |
| 6     | Lene Demsitz         | Dänemark            | x                         | 6,59 / NWI                | x                         | 6,59         |
| 7     | Shuzhen Liu          | Volksrepublik China | 6,35 / +0,1               | 6,48 +0,6                 | 6,48 / −0,1               | 6,48         |
| 8     | Sheila Echols        | USA                 | 6,37 +1,2                 | 6,29 / ±0,0               | x                         | 6,37         |
| 9     | Kim Hagger           | Großbritannien      | x                         | 6,33 / +0,7               | 6,34 / −0,5               | 6,34         |
| 10    | Antonella Capriotti  | Italien             | 6,31 / +0,8               | x                         | x                         | 6,31         |
| 11    | Jolanta Bartczak     | Polen               | 6,28 / −0,5               | x                         | 6,30 / ±0,0               | 6,30         |
| 12    | Maria Teloni         | Zypern              | 6,29 / ±0,0               | x                         | 5,98 / ±0,0               | 6,29         |
| 13    | Park Sook-ja         | Südkorea            | 5,74 / +0,7               | 5,79 / −0,7               | 5,90 / +1,5               | 5,90         |
| 14    | Juliana Yendork      | Ghana               | 5,40 / −0,6               | 5,35 / −0,9               | 5,34 / +0,3               | 5,40         |
| 15    | Melvina Vulah        | Liberia             | 5,23 / +0,2               | 4,91 / +1,5               | 5,17 / −0,8               | 5,23         |
| NM    | Tracy Lee Smith      | Kanada              | x                         | x                         | x                         | ogV          |

### Gruppe B
| Platz | Name                 | Nation                         | 1. Versuch (m) Wind (m/s) | 2. Versuch (m) Wind (m/s) | 3. Versuch (m) Wind (m/s) | Resultat (m) | Anmerkung |
| 1     | Jelena Belewskaja    | Sowjetunion                    | 7,06 / −0,5 ORe           | –                         | –                         | 7,06         | ORe       |
| 2     | Galina Tschistjakowa | Sowjetunion                    | 6,97 / −0,1               | –                         | –                         | 6,97         |           |
| 3     | Agata Karczmarek     | Polen                          | 6,57 / +1,2               | 6,45 / −0,2               | 6,67 / +1,1               | 6,67         |           |
| 4     | Fiona May            | Großbritannien                 | x                         | 6,66 / −0,9               | –                         | 6,66         |           |
| 5     | Qiying Xiong         | Volksrepublik China            | 6,43 / −0,2               | 6,61 / +0,6               | 6,44 / −1,3               | 6,61         |           |
| 6     | Carol Lewis          | USA                            | 6,45 / +0,2               | 6,39 / +0,6               | 6,47 / ±0,0               | 6,47         |           |
| 7     | Laio Wenfen          | Volksrepublik China            | x                         | 6,44 / −0,9               | 6,41 / −0,4               | 6,44         |           |
| 8     | Marjon Wijnsma       | Niederlande                    | 6,39 / +1,2               | 6,25 / +0,9               | x                         | 6,39         |           |
| 9     | Shonel Ferguson      | Bahamas                        | 6,21 / +1,4               | 6,34 / ±0,0               | 6,16 / +2,5               | 6,34         |           |
| 10    | Ulrike Kleindl       | Österreich                     | 6,13 / −0,3               | x                         | x                         | 6,13         |           |
| 11    | Madeline de Jesús    | Puerto Rico                    | 6,08 / +0,9               | x                         | 5,95 / +1,6               | 6,08         |           |
| 12    | Shu-Hwa Wang         | Chinesisch Taipeh              | 5,75 / +0,3               | 5,87 / −0,6               | x                         | 5,87         |           |
| 13    | Jacqueline Ross      | St. Vincent und die Grenadinen | x                         | x                         | 5,50 / +0,7               | 5,50         |           |
| 14    | Mary Berkeley        | Großbritannien                 | x                         | x                         | 5,04 / +0,6               | 5,04         |           |
| DNS   | Anke Behmer          | DDR                            |                           |                           |                           |              |           |
| DNS   | Erin Tierney         | Cookinseln                     |                           |                           |                           |              |           |

## Finale
Datum: 29. September 1988, 12:00 Uhr
| Platz | Name                 | Nation              | 1. Versuch (m) Wind (m/s) | 2. Versuch (m) Wind (m/s) | 3. Versuch (m) Wind (m/s) | 4. Versuch (m) Wind (m/s)                     | 5. Versuch (m) Wind (m/s)                     | 6. Versuch (m) Wind (m/s)                     | Resultat (m) | Anmerkung |
| 1     | Jackie Joyner-Kersee | USA                 | 7,00 / −0,7               | x                         | 7,16 / −0,7               | x                                             | 7,40 / +0,9 OR                                | x                                             | 7,4000       | OR        |
| 2     | Heike Drechsler      | DDR                 | 6,92 / +1,0               | 7,06 / −0,7               | 7,18 / ±0,0 OR            | 7,22 / +0,5 OR                                | 7,16 / +0,1                                   | 7,17 / ±0,0                                   | 7,2200       |           |
| 3     | Galina Tschistjakowa | Sowjetunion         | 7,11 / +1,3 OR            | 6,24 / −0,7               | x                         | 7,02 / +1,1                                   | 6,96 / −0,3                                   | 6,84 / −0,1                                   | 7,1100       |           |
| 4     | Jelena Belewskaja    | Sowjetunion         | 6,36 / −0,4               | 7,04 / ±0,0               | 6,99 / −0,8               | x                                             | x                                             | 6,66 / +0,1                                   | 7,0400       |           |
| 5     | Nicole Boegman       | Australien          | 6,59 / −0,8               | x                         | x                         | x                                             | 6,71 / +0,6                                   | 6,73 / +2,3                                   | 6,73 w       |           |
| 6     | Fiona May            | Großbritannien      | x                         | x                         | 6,53 / +0,7               | 6,62 / 0,7                                    | 6,52 / +1,2                                   | x                                             | 6,6200       |           |
| 7     | Agata Karczmarek     | Polen               | x                         | 6,40 / −0,9               | 6,60 / −0,9               | x                                             | 6,48 / +0,1                                   | 6,23 / ±0,0                                   | 6,6000       |           |
| 8     | Sabine John          | DDR                 | 6,47 / −0,1               | 6,55 / −0,9               | 6,45 / −0,3               | 6,43 / −0,9                                   | x                                             | x                                             | 6,5500       |           |
|       |                      |                     |                           |                           |                           |                                               |                                               |                                               |              |           |
| 9     | Qiying Xiong         | Volksrepublik China | 6,49 / −0,5               | 6,50 / −0,3               | 6,46 / −0,8               | nicht im Finale der besten acht Springerinnen | nicht im Finale der besten acht Springerinnen | nicht im Finale der besten acht Springerinnen | 6,5000       |           |
| 10    | Inessa Krawez        | Sowjetunion         | 6,36 / +0,1               | 6,46 / −0,8               | 6,37 / ±0,0               | nicht im Finale der besten acht Springerinnen | nicht im Finale der besten acht Springerinnen | nicht im Finale der besten acht Springerinnen | 6,4600       |           |
| 11    | Shuzhen Liu          | Volksrepublik China | 6,30 / −0,3               | 6,40 / −0,5               | x                         | nicht im Finale der besten acht Springerinnen | nicht im Finale der besten acht Springerinnen | nicht im Finale der besten acht Springerinnen | 6,4000       |           |
| 12    | Lene Demsitz         | Dänemark            | 6,28 / −0,1               | 6,38 / +0,6               | x                         | nicht im Finale der besten acht Springerinnen | nicht im Finale der besten acht Springerinnen | nicht im Finale der besten acht Springerinnen | 6,3800       |           |

Für das Finale hatten sich zwölf Athletinnen qualifiziert, neun von ihnen hatten die geforderte Qualifikationsweite übersprungen. Alle drei sowjetischen Teilnehmerinnen waren im Finale dabei, hinzu kamen jeweils zwei Starterinnen aus China und der DDR sowie jeweils eine Teilnehmerin aus Australien, Dänemark, Polen, den USA und Großbritannien.
Es wurde ein Dreikampf erwartet zwischen den beiden ehemaligen Weltrekordlerinnen Jackie Joyner-Kersee und Heike Drechsler sowie der aktuellen Weltrekordinhaberin Galina Tschistjakowa.
Tschistjakowa ging im Finale in der ersten Runde mit 7,11 m in Führung. Joyner-Kersee lag auf Platz zwei gefolgt von Drechsler. Im zweiten Durchgang verbesserte sich Drechsler mit 7,06 m auf Platz zwei, die sowjetische Springerin Jelena Belewskaja setzte sich mit 7,04 m vor Joyner-Kersee. Im dritten Versuch gelangen Drechsler 7,18 m, womit sie die Spitze übernahm, Joyner-Kersee sprang mit 7,16 m auf den zweiten Platz, Tschistjakowa fiel damit auf den dritten Rang vor Belewskaja zurück. Drechsler konnte in Runde vier mit einem Sprung auf 7,22 m ihre Führung ausbauen, doch das 7-Meter-Festival war immer noch nicht zu Ende. Im fünften Versuch erzielte Jackie Joyner-Kersee 7,40 m, das war der Olympiasieg. Im letzten Durchgang gab es keine Veränderungen mehr, Heike Drechsler gewann Silber und Galina Tschistjakowa die Bronzemedaille vor Jelena Belewskaja. Die Australierin Nicole Boegman wurde Fünfte, die Britin Fiona May Sechste.
Das Niveau dieser Weitsprungkonkurrenz war unglaublich hoch. Wie bei den Weltmeisterschaften 1987 übertrafen vier Springerinnen die 7-Meter-Marke. Bereits in der Qualifikation wurde der olympische Rekord eingestellt. Im Finale gab es elf Sprünge jenseits der 7-Meter-Marke, der olympische Rekord wurde viermal überboten. Die Spitzenweiten gingen in den nächsten Jahren immer mehr zurück – eine Tendenz, die sich in anderen Disziplinen – vor allem im Bereich Wurf – ebenfalls einstellte. In zahlreichen Veröffentlichungen gibt es Hinweise auf Dopingpraktiken der damaligen Zeit, die Kontrollen hatten einen noch deutlich löchrigeren Standard als in späteren Jahren. So gibt es im Sinne eines sauberen Sports aus Fachkreisen auch Forderungen nach Rücknahme aller bestehenden Leichtathletik-Rekorde. Im Gegensatz zu den Sprintern aus dem 100-Meter-Finale finden sich keine direkten Nachweise oder positiven Dopingbefunde für die Athletinnen, die hier mit ihren Leistungen glänzten. Aber die kritischen Rückblicke dazu kamen nicht aus dem Nichts.
Jackie Joyner-Kersee gewann ihre zweite Goldmedaille in Seoul, nachdem sie fünf Tage zuvor Olympiasiegerin im Siebenkampf geworden war. Ihr gelang der erste US-Sieg im Weitsprung der Frauen.

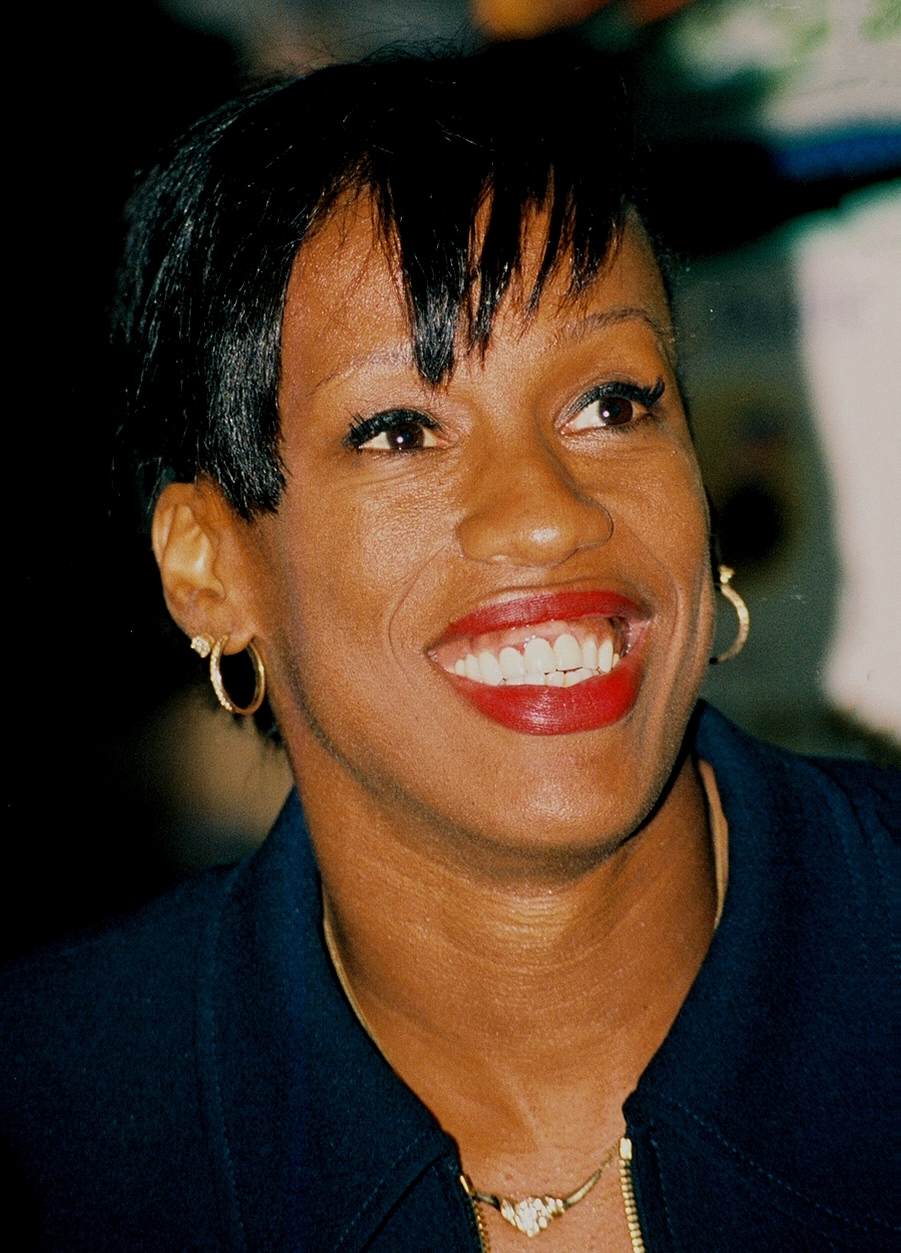
Zweites Gold hier in Seoul für Jackie Joyner-Kersee nach ihrem Sieg im Siebenkampf
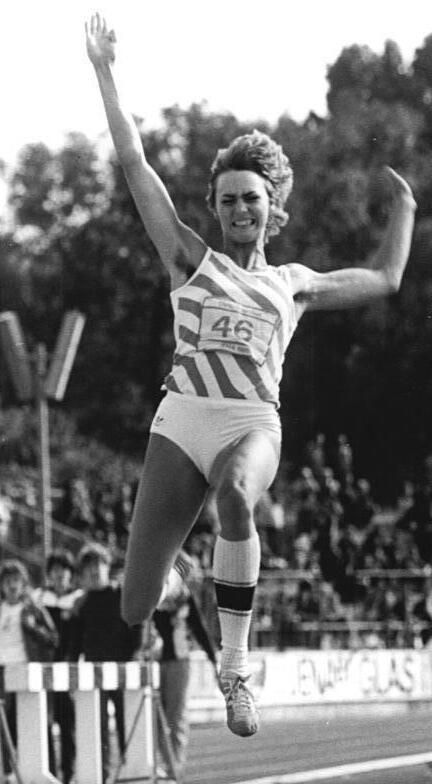
Silbermedaillengewinner Heike Drechsler
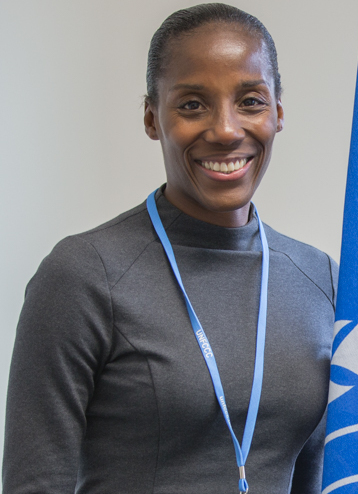
Fiona May (Foto: 2016), hier noch für Großbritannien, später für Italien am Start, belegte Rang sechs
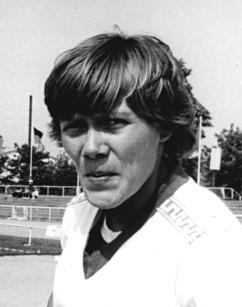
Die achtplatzierte Sabine John
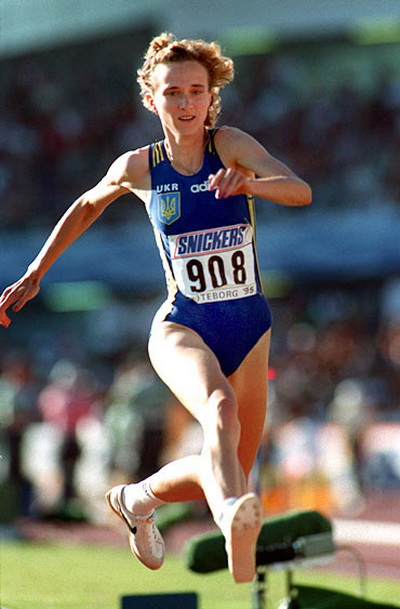
Inessa Krawez (hier in einer Aufnahme von 1995), später vor allem als Dreispringerin sehr erfolgreich, kam auf den zehnten Platz

## Videolinks
- 1988 Long Jump women part 1, youtube.com, abgerufen am 11. Dezember 2021
- 1988 Long Jump women part 2, youtube.com, abgerufen am 11. Dezember 2021
- 1988 Long Jump women part 3, youtube.com, abgerufen am 11. Dezember 2021
- 1988 Seoul Olympics Jackie Joyner Kersee 7 40, youtube.com, abgerufen am 1. Februar 2018